# Axel Gottschick
Axel Gottschick (* 1953 in Göttingen) ist ein deutscher Schauspieler und Hörspielsprecher.

## Leben und Werk
Axel Gottschick studierte Anglistik und Politik in Trier, Berlin und New Brunswick und legte das 1. Staatsexamen ab. Von 1984 bis 1987 hatte er Schauspielunterricht und belegte Seminare bei Zygmont Molik, Dominik de Fazio und Geraldine Baron. Seine Bühnenreifeprüfung legte er vor der Paritätischen Bühnenkommission in Karlsruhe ab.
1986 gab Gottschick sein Bühnendebüt am Theater in Heilbronn als Matti in Herr Puntila und sein Knecht Matti von Bertolt Brecht. Er gastierte ferner am Theater an der Ruhr, an den Theatern in Erlangen, Augsburg, Bielefeld und Gießen, am Grenzlandtheater Aachen, an den Kölner Theatern Tiefrot und Bauturm sowie dem Freien Schauspiel Ensemble Frankfurt. Er war neben anderen Rollen der Peachum in der Dreigroschenoper, der Leonce in Leonce und Lena von Georg Büchner, spielte Adolf Eichmann in Bruder Eichmann von Heinar Kipphardt, war Polonius in Hamlet und Lord Shrewsbury in Maria Stuart. Für die Inszenierung von Leonce und Lena wurde dem Theater Augsburg 1997 der Ensemblepreis der Bayerischen Theatertage verliehen.
In zwei Folgen der Serie Stadtklinik sah man Axel Gottschick 1993 zum ersten Mal im Fernsehen. Seitdem ist er bis heute regelmäßig auf dem Bildschirm präsent, spielte Episodenrollen in Serien wie Bella Block, Die Camper, Wilsberg, Ein Fall für zwei oder Danni Lowinski. In der Krimiserie Im Namen des Gesetzes gab er in drei Folgen einen Haftrichter und in der Seifenoper Verbotene Liebe verkörperte er von 1996 bis 1998 in 29 Episoden die Figur des Alfred Kramer und war dort noch einmal 2003 in vier Folgen in der Rolle eines Staatsanwalts zu sehen.
Ebenfalls seit 1993 ist Axel Gottschick darüber hinaus umfangreich in der Hörspielproduktion tätig und hat in einer Vielzahl von Hörspielen mitgewirkt, überwiegend produziert vom WDR. Mit Die Heldin und Die Tochter las Gottschick, der seit 1996 freischaffend tätig ist, zwei Hörbücher ein. Des Weiteren ist er ein Sprecher der Hörbuchreihe Perry Rhodan Neo. Ferner arbeitet er als Voice-over und Kommentarsprecher in Dokumentarfilmen.
Axel Gottschick ist nach Angaben seiner Agentur als ehemaliger Turniertänzer und Tanzlehrer ein hervorragender Gesellschaftstänzer. Der Leutnant der Reserve spricht neben anderen Dialekten und Akzenten den Harzer Dialekt und lebt in Köln.

## Filmografie (Auswahl)
- 1993: Stadtklinik (Fernsehserie, 2 Folgen)
- 1994–2001: Die Wache (Fernsehserie, verschiedene Rollen, 3 Folgen)
- 1996–2003: Verbotene Liebe (Fernsehserie, verschiedene Rollen, 33 Folgen)
- 1997: Bella Block: Geldgier (Fernsehreihe)
- 1997–2001: Für alle Fälle Stefanie (Fernsehserie, 10 Folgen)
- 1998: Der Fahnder (Fernsehserie, Folge Tangos Alibi)
- 1998: Das Amt (Fernsehserie, Folge Die Kontaktanzeige)
- 1998–2002: Im Namen des Gesetzes (Fernsehserie, 3 Folgen)
- 1999: SK Kölsch (Fernsehserie, Folge Der Aap)
- 1999: Ein starkes Team – Die Natter (Fernsehreihe)
- 2000: Schloß Einstein (Fernsehserie, eine Folge)
- 2001: Drehkreuz Airport (Fernsehserie, Folge Goldfieber)
- 2001: Die Camper (Fernsehserie, Folge Herr und Hund)
- 2001: HeliCops – Einsatz über Berlin (Fernsehserie, Folge Doppeltes Spiel)
- 2003: Dienstreise – Was für eine Nacht (Fernsehfilm)
- 2003: Alles Atze (Fernsehserie, Folge Die Legende)
- 2004: Lindenstraße (Fernsehserie, 2 Folgen)
- 2005: In Sachen Kaminski
- 2006: Ein Fall für zwei (Fernsehserie, Folge Großmarktfehde)
- 2006: Wilsberg – Falsches Spiel (Fernsehreihe)
- 2006: Tatort – Der Tag des Jägers (Fernsehreihe)
- 2006, 2013: SOKO Köln (Fernsehserie, verschiedene Rollen, 2 Folgen)
- 2007: Die Familienanwältin (Fernsehserie, Folge Ehrensache)
- 2007: Mord mit Aussicht (Fernsehserie, Folge Tödliche Nachbarschaft)
- 2010: Der letzte Bulle (Fernsehserie, Folge Die letzte Runde)
- 2010–2013: Danni Lowinski (Fernsehserie, 2 Folgen)
- 2013: Mord in Eberswalde
- 2013: Heiter bis tödlich: Zwischen den Zeilen (Fernsehserie, Folge Majas Filmriss)
- 2013: Alfred Brehm – Die Gefühle der Tiere (Fernsehdokuserie)
- 2014: Ein blinder Held – Die Liebe des Otto Weidt
- 2014: Heldt (Fernsehserie, Folge Taubenschlag)
- 2016: Der gute Göring
- 2016: Rote Rosen (Fernsehserie, 3 Folgen)
- 2016: Fucking Berlin
- 2016: Phoenixsee (Fernsehsechsteiler, 4 Folgen)
- 2017: Toter Winkel
- 2017: Der Traum von der Neuen Welt
- 2017: Mata Hari – Tanz mit dem Tod
- 2018: SOKO Köln (Fernsehserie, Folge Außer Dienst)
- 2019: Der Staatsanwalt: Tödlich Wohnen
- 2024: Wilsberg – Ein Detektiv und Gentleman (Fernsehreihe)
- 2024: Großstadtrevier (Fernsehserie, Folge Gefährliche Nachbarschaft)
- 2024: Nord bei Nordwest: Das Nolden-Haus (Fernsehreihe)

## Hörspielproduktionen (Auswahl)
- 1993: Tod in Rostock – Regie: Alex Neumann
- 1999: Das langsame Sterben des Gottfried K. – Regie: Klaus-Dieter Pittrich
- 1999: Der Mörder – Regie: Walter Adler
- 1999: Dora Bruder – Regie: Norbert Schaeffer
- 2000: Lissabonner Requiem – Regie: Fabian von Freier
- 2000: Das Schweigen der Mailbox – Regie: Jörg Schlüter
- 2001: Eine Art Engel – Regie: Norbert Schaeffer
- 2002: Die Gegensprechanlage – Regie: Stefan Weihrauch
- 2002: Die Sünden der Väter – Regie: Jörg Schlüter
- 2002–2003: Baudolino (1. bis 4. Teil) – Regie: Leonhard Koppelmann
- 2003: Der JFK-Komplex – Regie: Thomas Leutzbach
- 2004: Darwins Lücke – Regie: Jörg Schlüter
- 2005: Vergeltung – Regie: Klaus Prangenberg
- 2005: Spät war es, so spät – Regie: Fabian von Freier
- 2006: Eine Tür fällt ins Schloss – Regie: Stefan Hilsbecher
- 2008: Lost in Praha – Regie: Thomas Wolfertz
- 2008: Marlov – Rumänische Rhapsodie – Regie: Jörg Schlüter
- 2009: Johanna von Orléans – Matthias Kapohl
- 2010: Loop – Regie: Thomas Leutzbach
- 2011: Ich verfluche den Fluss der Zeit – Regie: Götz Fritsch
- 2012: Die russische Front – Regie: Jörg Schlüter
- 2012: 3 Tage Nordstadt – Regie: Benjamin Quabeck
- 2013: Daemon (1. bis 3. Teil) – Regie: Petra Feldhoff
- 2021: Jenseits der Zeit. Trisolaris-Trilogie nach Liu Cixin, Regie: Martin Zylka (Hörspiel - WDR)